# إسبلاناد - مسارح على الخليج
إسبلاناد - مسارح على الخليج (بالإنجليزية: Esplanade – Theatres on the Bay) (بالملايوية: Teater di Persisiran) أو مسارح إسبلاناد (بالإنجليزية: Esplanade Theatres) أو ذا إسبلاناد (بالإنجليزية: The Esplanade)، هُو  مُجمع ومركز فني [الإنجليزية] تابع لوزارة الثقافة والمجتمع والشباب السنغافورية، يقع في منطقة داونتاون كور [الإنجليزية] بالقُرب من مصب نهر سنغافورة. سُمي المُجمع على اسم منتزه إسبلاناد [الإنجليزية]، ويتكون من قاعة للحفلات الموسيقية تتسع لحوالي 1600 شخص ومسرح بسعة حوالي 2000 فرد.

## تاريخ
في سنة 1989، أصدر المجلس الاستشاري للثقافة والفنون، برئاسة نائب رئيس الوزراء أونغ تنغ تشيونغ، تقريرًا يُقيم وضعية الميدان الفني والثقافي في سنغافورة. أفضى هذا التقرير إلى وضع مُخطط للسياسة الثقافية في البلاد، إضافة إلى إنشاء المجلس الوطني للفنون [الإنجليزية] والمجلس الوطني للتراث [الإنجليزية]، كما تضمن مُلاحظات بعدم توفر البلاد على أماكن مُناسبة لاستضافة الفعاليات والعروض الثقافية والفنية. على سبيل المثال، خلُص التقرير إلى أن مسرح فيكتوريا [الإنجليزية] مُناسب فقط لاستضافة العروض الصغيرة والمُتوسطة الحجم، كما أن قاعة فيكتوريا تسع عددا قليلا من الحُضور وتفتقر لمنصة كبيرة. أوصى التقرير ببناء مركز جديد للفنون المسرحية، وفي سنة 1992 أُنشئ مركز سنغافورة للفنون (يُسمى حاليا  شركة إسبلاناد المحدودة) وكُلف بمُهمة تشييد مُجمع ذا إسبلاناد. أُعلن عن اسم المركز الجديد في سنة 1994، وسُمي باسم إسبلاناد لموقعه القريب جدا من منتزه إسبلاناد [الإنجليزية].
بدأ مركز سنغافورة للفنون التخطيط للمشروع سنة 1992، وقُدرت التكلفة الإجمالية لأعمال البناء في 600 مليون دولار سنغافوري. بدأت أشغال البناء رسميا في 11 أغسطس 1996، بعد حفل وضع حجر الأساس الذي أقامه نائب رئيس الوزراء آنذاك توني تان. شُيد المركز مكان نادي ساتاي [الإنجليزية]، حيث هُدم هذا الأخير لفسح المجال لإنشاء مركز ذا إسبلاناد. نادي ساتاي كان تجمعا لعدة مطاعم ومقاهي شعبية، نُقل مكانه قبل بناء مركز ذا إسبلاناد إلى جوار  مركز سيمباوانغ للتسوق [الإنجليزية]، ثُم نُقل مرة أخرى سنة 2012 إلى جوار حدائق الخليج، قبل أن يُغلق التجمع نهائيا بعدها بسنوات.

اكتملت أشغال بناء المركز في فبراير 2001، وافتُتح رسميًا في 12 أكتوبر 2002 من قبل الرئيس السنغافوري آنذاك سيلابان راما ناطان.
في 5 يوليو 2005، أقيم حفل افتتاح الدورة 117 [الإنجليزية] للجنة الأولمبية الدولية في ذا إسبلاناد، حيث قُدم خلال هذا الحفل عرض مُدته 30 دقيقة يعرض أوجُه التراث الثقافي المتنوع لسنغافورة.
في 17 أبريل 2010، افتُتحت محطة مترو إسبلاناد [الإنجليزية]، والتي تربط المركز بشبكة مترو سنغافورة.
في السنة المالية المُنتهية في مارس 2014، تكبد المركز خسارة قدرها 2.3 مليون دولار سنغافوري، وهو أول عجز تشغيلي مُنذ افتتاحه سنة 2002. على الرغم من أن مداخيل المركز من الأنشطة والفعاليات كان تقريبا مُشابها لما سُجل في السنوات السابقة، إلا أن الخسارة تُعزى في المقام الأول إلى انخفاض المداخيل من عقود الرعاية والتبرعات.
في 2 سبتمبر 2016، أجرت قُوة مُشتركة مُكونة من 176 فردا من قُوات شرطة سنغافورة وقُوات الدفاع المدني السنغافوري مُناورة مُحاكية لهجمة إرهابية بحجم هجمات نيس الإرهابية على مركز ذا إسبلاناد.

## التصميم

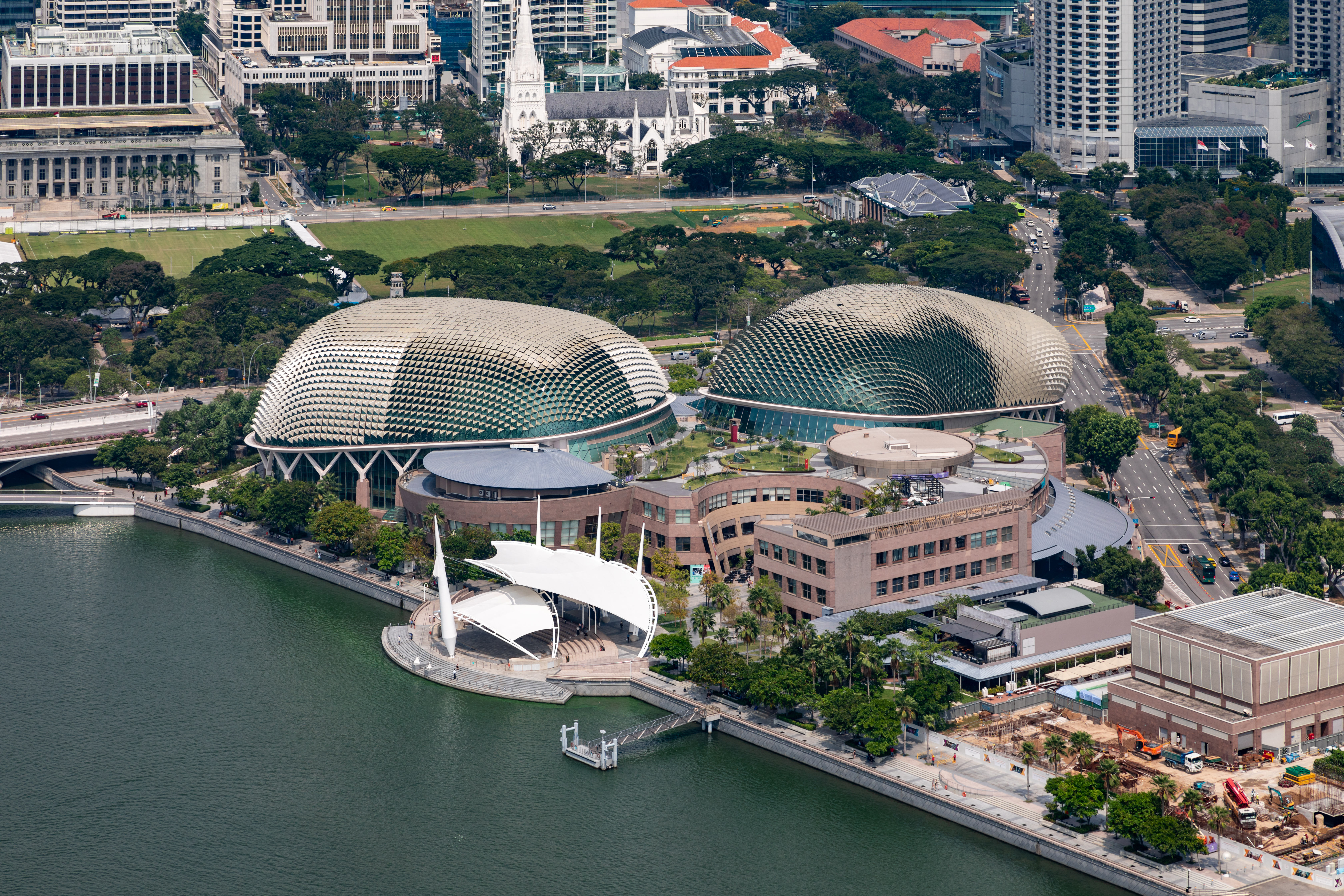
صورة جوية لمركز ذا إسبلاناد - مسارح على الخليج.

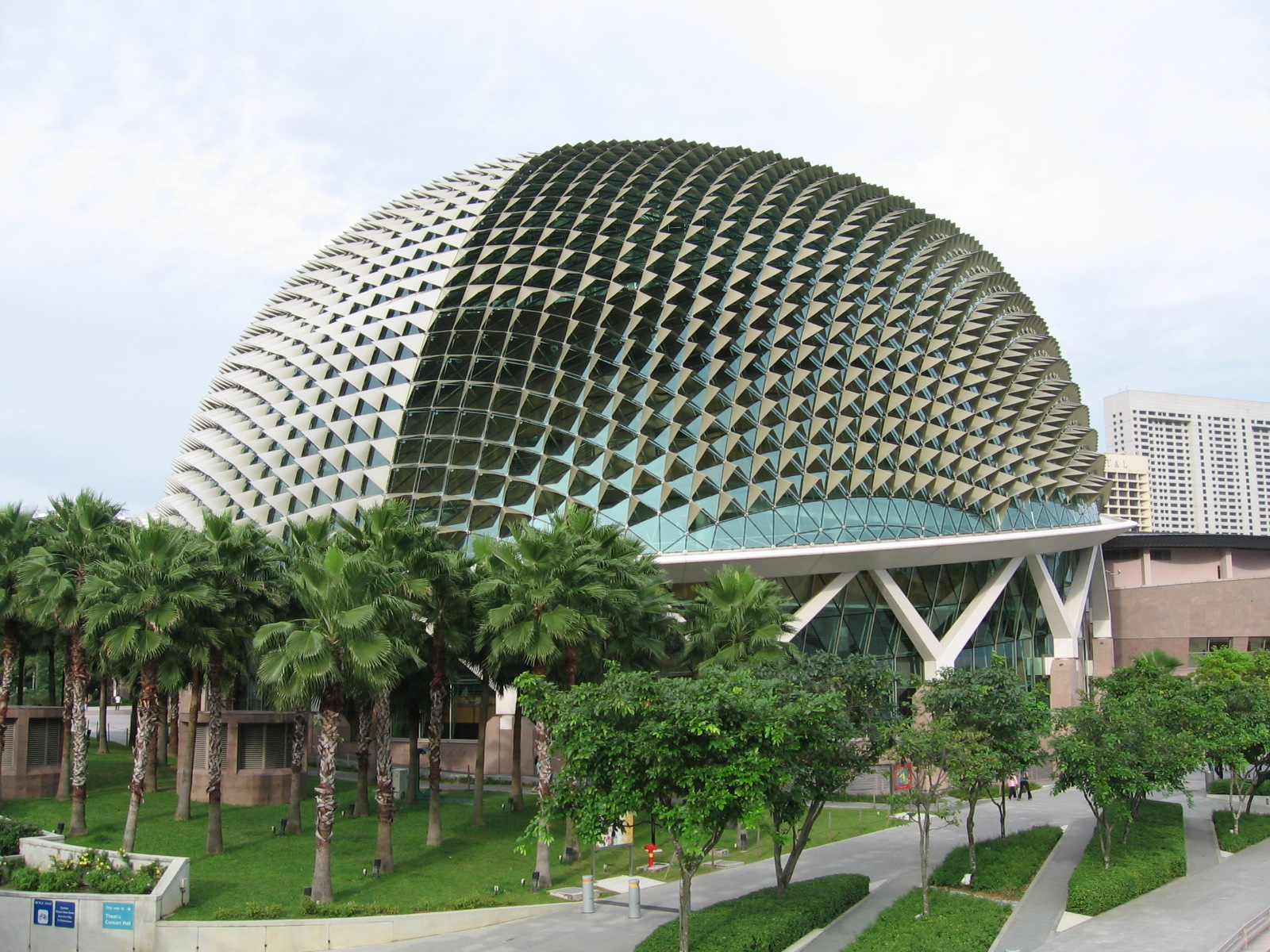
صورة للمظلات المصنوعة من الألمنيوم التي تُزين سقف المركز.

تولت تصميم المبنى شركتان معماريتان هُما ديزاين بارتنرشيب للهندسة المعمارية [الإنجليزية] ومقرها في سنغافورة وشركة مايكل ويلفورد وشركاؤه ومقرها لندن، على الرغم من أن هذه الأخيرة تركت المشروع في مايو 1995. يتكون تصميم سقف مبنى المركز من هيكلين دائريين مزودين بعناصر زجاجية مثلثة الشكل ومظلات شمسية، هدفهما المُوازنة بين السماح برؤية المناظر الخارجية وبين حجم أشعة الشمس التي تلج المبنى. يتألف سقف المبنى كذلك من حوالي 7000 مظلة ألمنيوم مثلثة الشكل على طول الهيكلين الدائريين للسقف، بحيث تُعطي هذه المظلات حماية أكثر للهيكل من تأثير أشعة الشمس والإشعاعات الحرارية.

## المرافق

### أماكن العروض
إلى جانب أماكن العروض، يضُم ذا إسبلاناد أيضًا قاعات للاجتماعات، إضافة إلى خدمات أخرى متنوعة. تتصل قاعة الحفلات الموسيقية والمسرح بالفناء الرئيسي للمركز عبر بهو، بينما يُمكن ولوج مول ذا إسبلاناد من خلال بوابة دخول تقع بين القاعة والفناء.

#### قاعة الحفلات الموسيقية

صورة لقاعة الحفلات الموسيقية م الداخل.

تستضيف هذه القاعة كافة أنواع الحفلات الغنائية والعُروض الموسيقية الأخرى، وهي من بين خمس قاعات فقط في العالم تتوفر على نفس التقنيات الصوتية الحديثة المُتواجدة بها. 
تتسع منصة الأوركسترا وسط القاعة إلى حوالي 120 موسيقيًا.
يتألف جهاز الأرغن الأنبوبي الخاص بالقاعة من حوالي 4740 أنبوبًا و61 توقفًا، وقد صُمم وصُنع بواسطة شركة كلايس أورغيلباو [الإنجليزية] الألمانية.
تبلغ الطاقة الاستيعابية لقاعة الحفلات الموسيقية 1600 مقعدا مُقسمين على أربعة طوابق، إضافة إلى 200 مقعد أخرى خلف المنصة.

#### المسرح
يتسع مسرح ليريك (بالإنجليزية: The Lyric Theatre) لحوالي 2000 فرد، وقد اقتُبس تصميمه من تصاميم دور الأوبرا.

#### استوديو ريسيتال
صُمم استوديو ريسيتال على شكل مروحة، وتبلغ طاقته الاستيعابية 245 شخصًا، وهُو مُخصص لاستضافة العروض الموسيقية الصغيرة الحجم والعروض التقديمية والاجتماعات.

#### استوديو المسرح
يتسع استوديو المسرح لحوالي 220 شخصا، وهُو استوديو صغير مُخصص للعروض المسرحية التجريبية ولعروض الرقص.

### المرافق الاخرى
تُعد مكتبة ذا إسبلاناد (بالإنجليزية: library@esplanade)، المُتواجدة في الطابق الثالث، أول مكتبة عامة في سنغافورة مُخصصة لفنون الأداء. يتألف المبنى أيضا من قاعات عرض أخرى، إضافة إلى محلات تجارية ومطاعم في إسبلاناد مول. يوجد كذلك فناء مفتوح في الطابق الرابع من المبنى يُمكن للجميع ولوجه.

## مخططات مستقبلية

### مسرح سينغتل واترفرونت
في 10 أبريل 2017، أعلنت وزارة الثقافة والمُجتمع والشباب أنه سيتم بناء مسرح جديد مُتوسط الحجم على الواجهة البحرية للمدينة، وبالضبط في موقف السيارات المكشوف المُغلق الآن. سوف يستضيف المسرح الجديد العروض الفنية التي تتطلب مسرحا متوسط الحجم وتستقطب عادةً جمهورًا يتراوح بين 500 إلى 1000 شخص. بلغت تكلفة تشييد المسرح 30 مليون دولار، وقد افتُتح في النصف الثاني من 2021 بطاقة استيعابية تبلغ 550 مقعدًا. بدأ تشييد المسرح رسميًا في 18 يونيو 2019 بحفل وضع حجر الأساس الذي ترأسته وزيرة الثقافة والمجتمع والشباب غريس فو [الإنجليزية]. في نفس اليوم، أُعلن عن أن المسرح الجديد سيحمل اسم "مسرح سينغتل وارتفرونت" (بالإنجليزية: Singtel Waterfront Theatre)، وذلك كعربون شكر لتبرع شركة سينغتل بمبلغ 10 ملايين دولار سنغافوري لصالح المشروع. ساهمت وزارة الثقافة والمجتمع والشباب بمبلغ 10 ملايين دولار سنغافوري في المشروع، بينما تولت إدارة ذا إسبلاند تغطية التكاليف المُتبقية من خلال التبرعات.

## في الثقافة الشعبية
ظهر المسرح في حلقة من حلقات الموسم الثالث [الإنجليزية] من مُسلسل وست وورلد على شبكة إتش بي أو.

## معرض صور

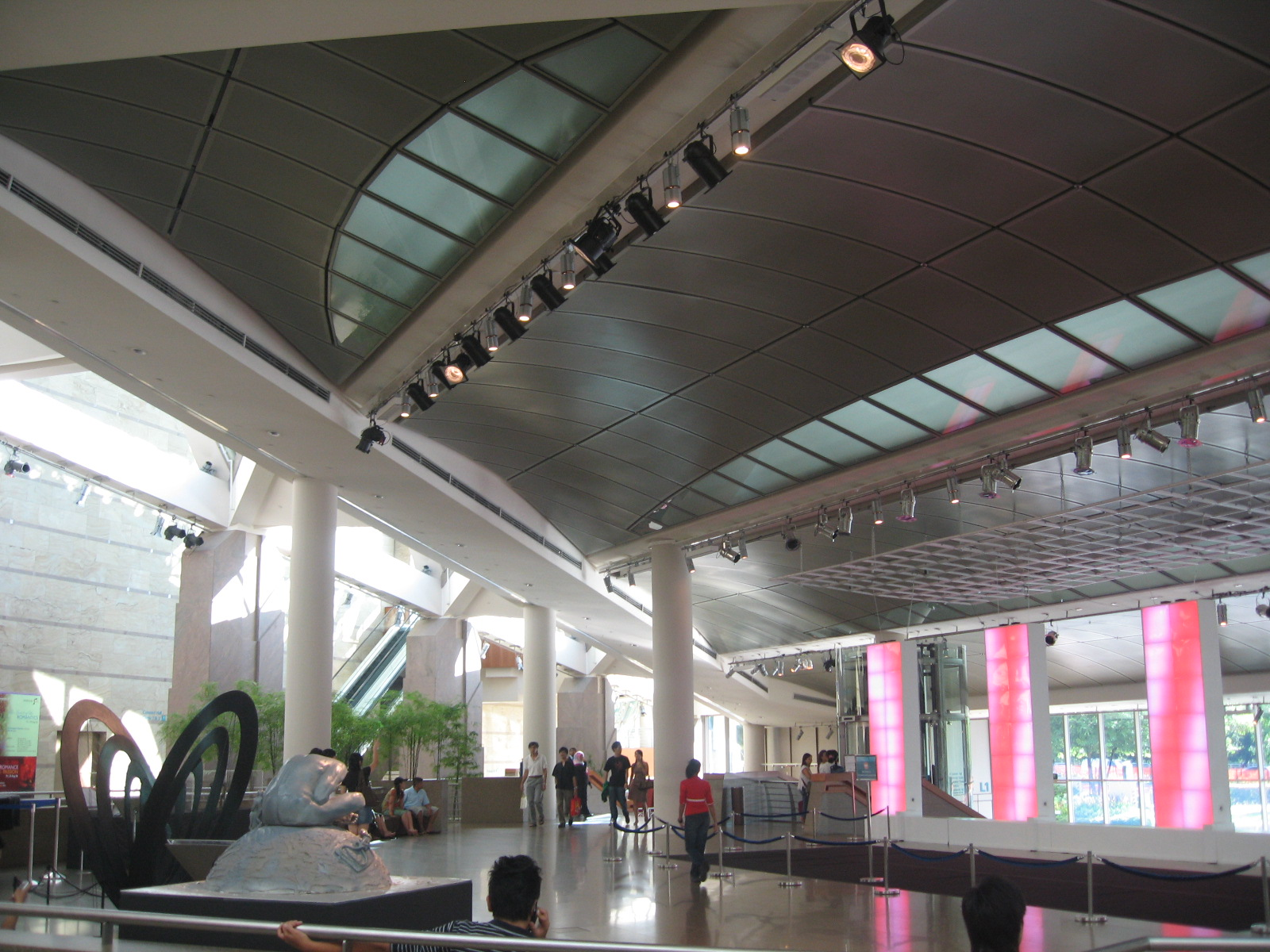
صورة للمبنى من الداخل.
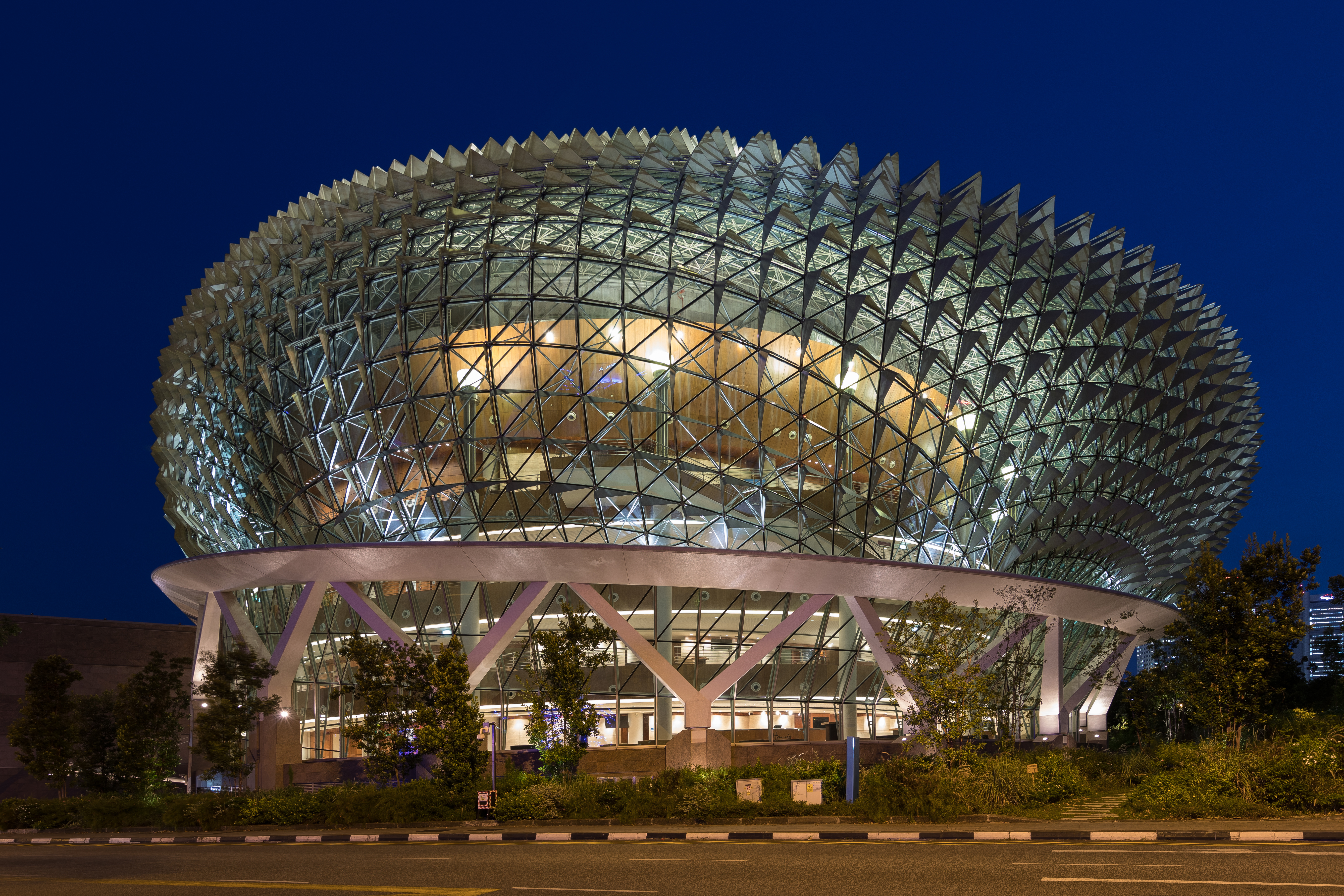
صورة لمبنى ذا إسبلاناد ليلا.
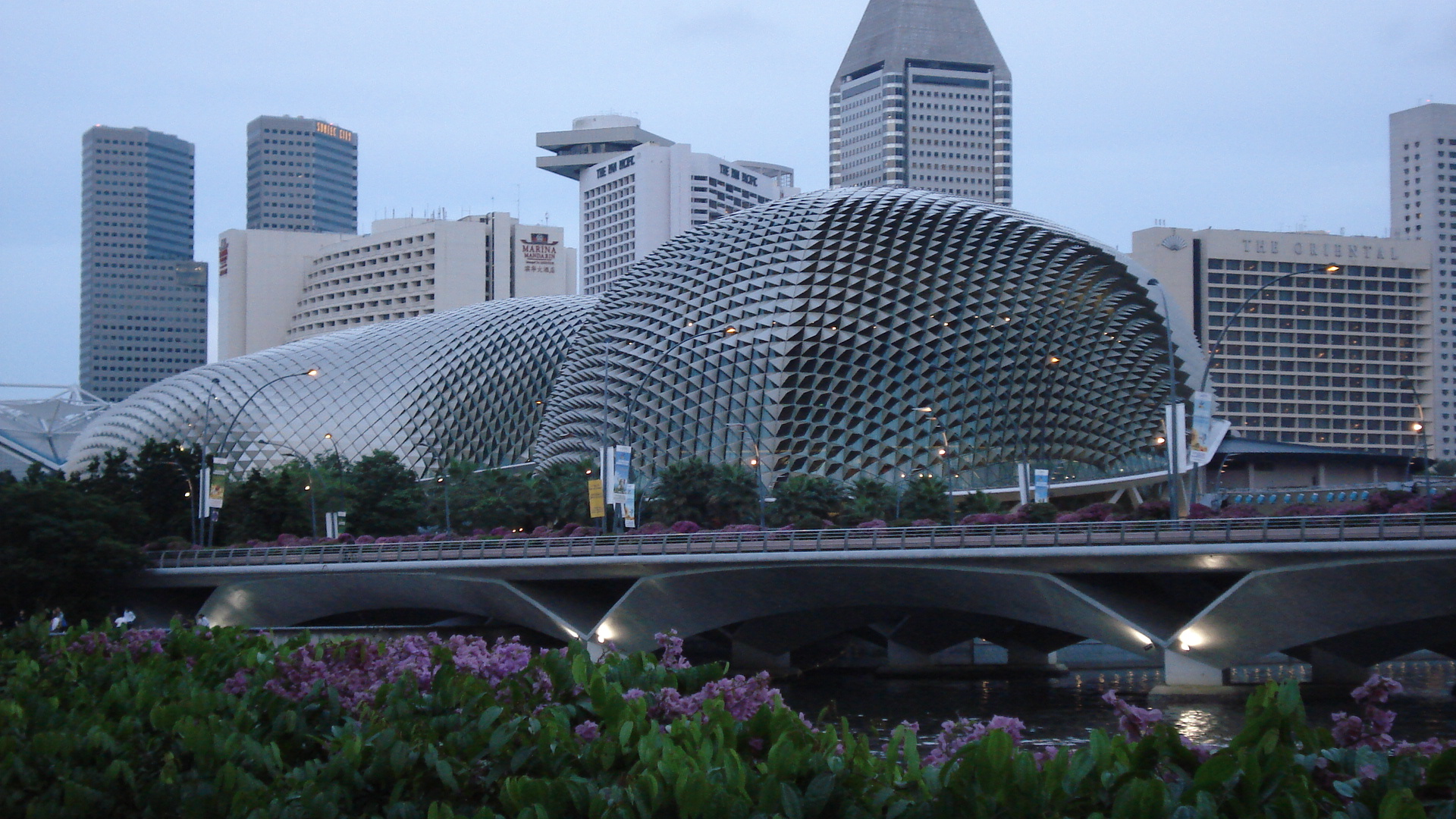
صورة أخرى للمبنى.
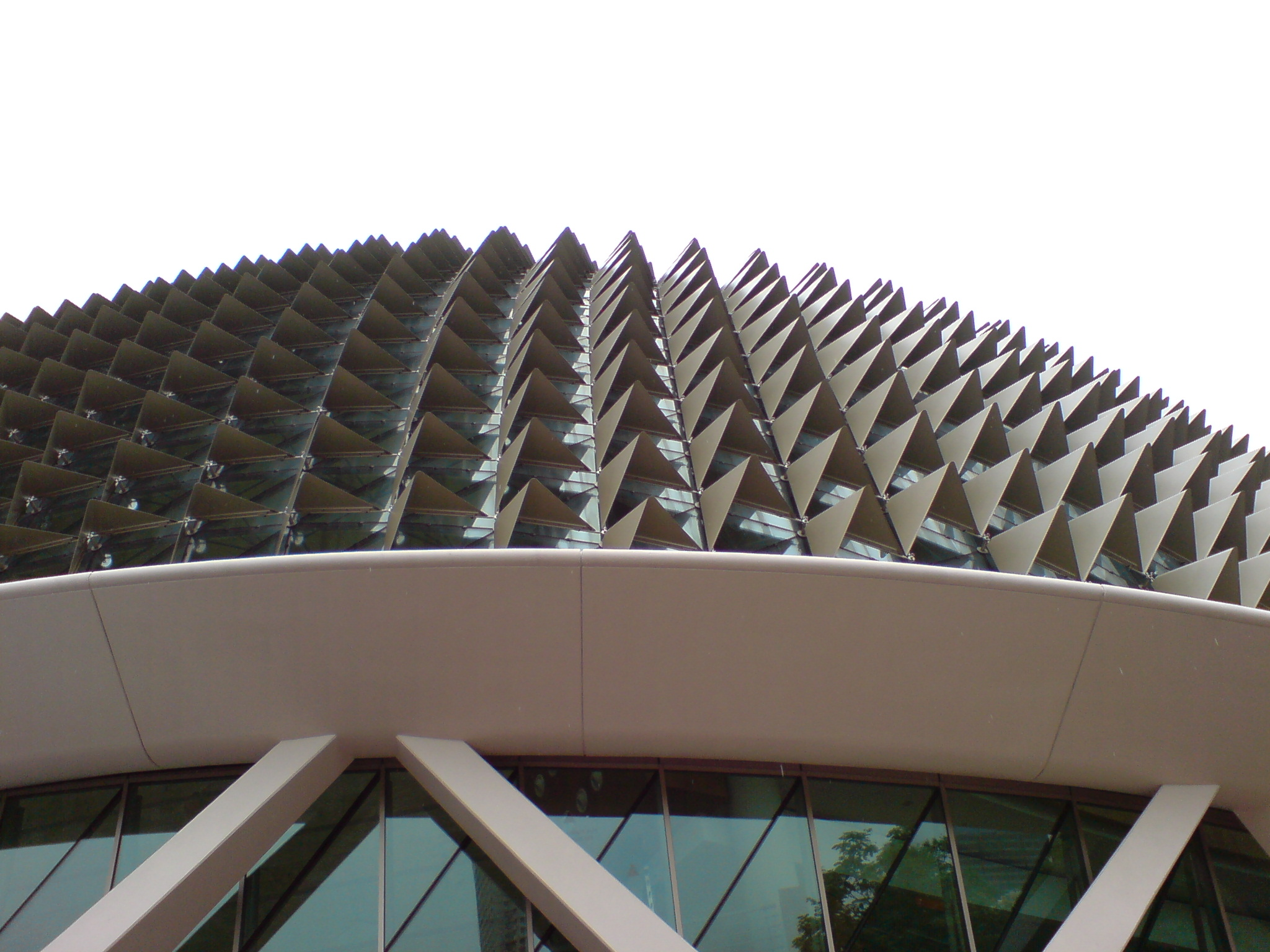
صورة مُقربة من سقف المبنى.
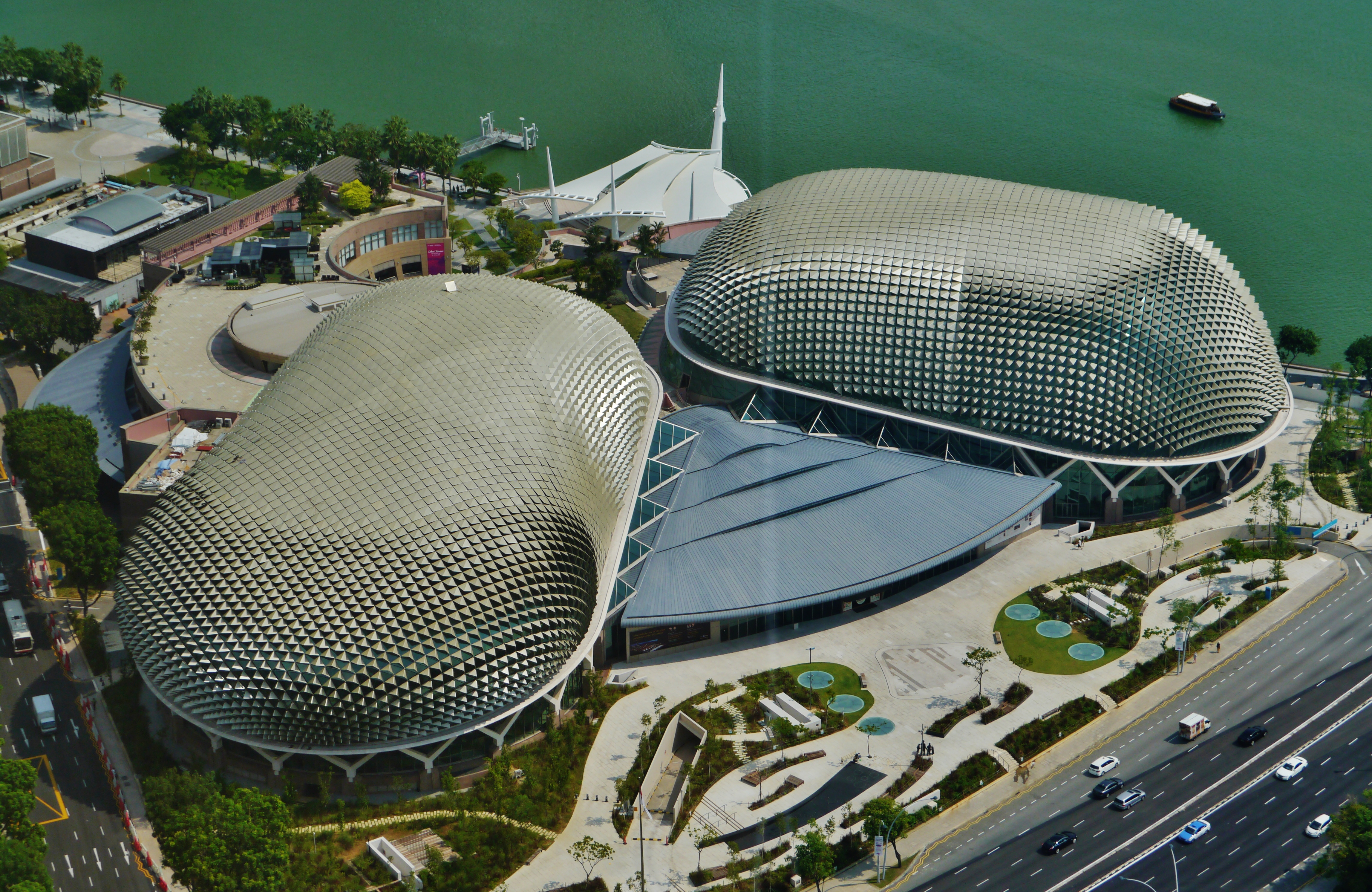
صورة جوية للمبنى.
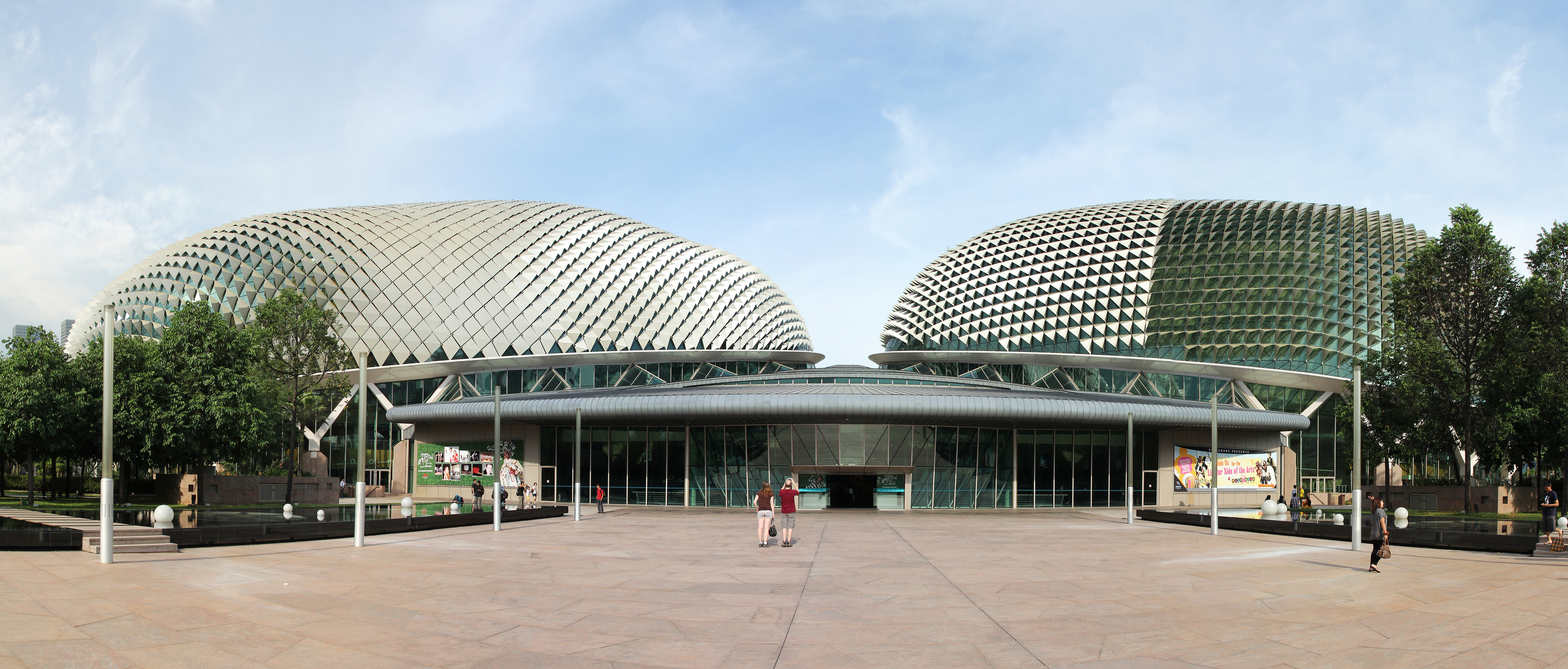
ذا إسبلاناد، مارينا باي.
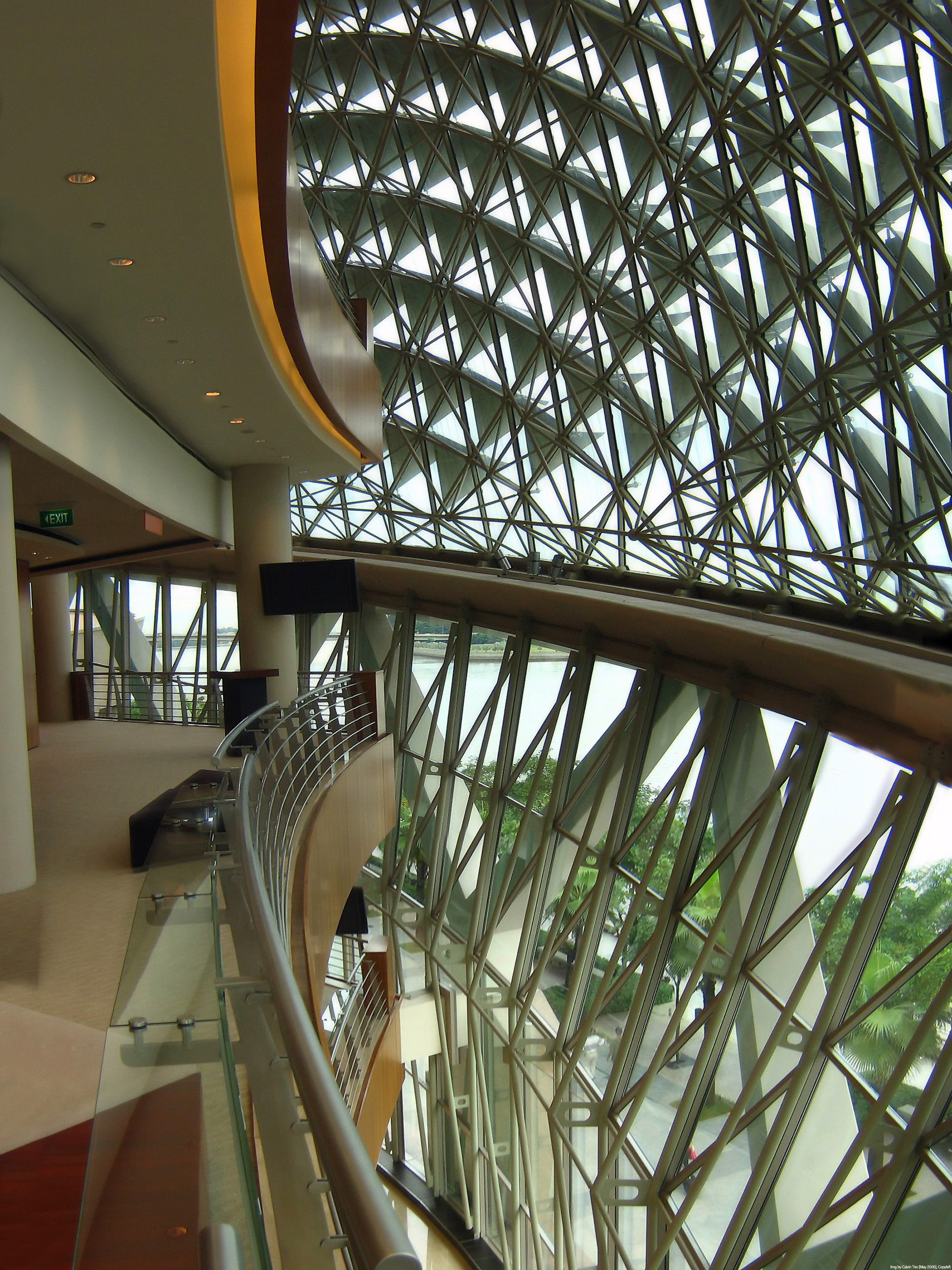
الممر لقاعة الحفلات الموسيقية.

## وصلات خارجية
- الموقع الرسمي